# 皮拉呂根嶺
72°42′S 3°56′W / 72.700°S 3.933°W
皮拉呂根嶺（英語：Pilarryggen）是南極洲的山嶺，位於毛德皇后地的阿斯特里德公主海岸，處於博格地塊，挪威製圖師根據探險隊的測量和空中照片繪入地圖，現時由南極條約體系管理。